# 古月村
古月村（ふるつきむら）は、福岡県鞍手郡にあった村。

## 地理
- 河川：西川
- 山岳：荒五郎山（標高73.0m）
- 町の西部（古門）は山地、東部は水田地帯。
- 筑豊炭田の一角に位置し、かつては三菱鉱業鞍手炭鉱（1962年2月閉山）が当村内にあった。1955年（昭和30年）の時点では、当村民の全就業者の42%が鉱業従事者だった[1]。

## 沿革
- 1889年（明治22年）4月1日 - 町村制施行に伴い、鞍手郡古門村、木月村、上木月村が合併して鞍手郡古月村が成立。当時の戸数366、人口2,110人[2]。
- 1908年（明治41年）7月1日 - 室木線が開業。当時当村内に駅は設置されず。
- 1939年（昭和14年）4月5日 - 室木線の古月駅が開業。
- 1955年（昭和30年）1月1日 - 剣町、西川村と合併し、鞍手町となる。

## 交通
- 日本国有鉄道
  - 室木線：古月駅